# Pierre Le Corf
Pierre Le Corf (né le 2 mars 1989 à Vannes) est un chef d’entreprise français, fondateur et président de l'association humanitaire We Are Superheroes qui œuvre notamment à Alep pendant la guerre civile syrienne. Lors du conflit, il soutient le régime de Bachar el-Assad ainsi que l'intervention militaire russe en Syrie. Pendant la bataille d'Alep, il s'installe dans la partie ouest de ville, contrôlée par l'armée syrienne, fréquente des proches du régime et diffuse de la fausse information. Journalistes, responsables humanitaires et spécialistes affirment qu'il fait de la propagande pour le régime syrien. 

## Parcours
Il crée une entreprise en 2007 dans le domaine du conseil en communication, principalement pour le domaine de la restauration et de l’entrepreneuriat ; il cofonde la discothèque le Qube à Lyon en 2009 ainsi qu'une start-up dans le domaine de l’internet Civiliseed en 2012 et en 2014, il crée WE ARE PROD, entreprise dans la production pour le cinéma, par laquelle il coproduit son premier film Incompatibles de Paolo Cedolin Petrini, avec notamment Roger Moore dans son propre rôle.

## Organisation We Are Superheroes
Fin 2014, Pierre Le Corf crée l’organisation humanitaire We Are Superheroes et quitte la France début 2015 pour un voyage dans différents pays et localités marginalisées pour travailler avec les habitants et, selon lui, « donner une voix à ceux qui n’en ont pas ».  
Les statuts de l’association We Are Superheroes, enregistrée à Paris précisent leur action sous cette forme : « le soutien de communautés marginalisée et toute opération humanitaire et PSI (projets sociaux internationaux organisés depuis la France et coordonnés sur les pays visés) caritatifs, en France et à l’étranger visant à apporter un soutien matériel, éducatif, psychologique, médical, sanitaire, alimentaire à des communautés marginalisées. La sensibilisation et l’information de la population sur la situation des personnes isolées, des familles et des enfants en détresse matérielle, physique, morale et spirituelle partout dans le monde, et plus particulièrement dans les pays en crise économique ou démographique ou subissant une situation de guerre ou de troubles ».
Depuis début 2016, l’organisation est basée à Alep en Syrie, elle est à l’origine de plusieurs programmes d’aide aux populations. Le premier programme, qui continue jusqu’à ce jour, est un programme de premiers soins  sur les lignes de front et dans les zones sinistrées qui consiste en la distribution de matériel médical d'urgence, la formation des familles aux premiers soins de guerre et les premiers secours. L’association est également active dans le domaine de l'éducation et du soutien psychologique en général.

## Syrie et médiatisation
Pierre Le Corf se rend en Syrie pendant la guerre, en 2016. Il indique y avoir été incité et aidé pour obtenir un visa d'entrée par Benjamin Blanchard, le cofondateur de SOS Chrétiens d'Orient, — association elle-même critiquée, par exemple par Mgr Pascal Gollnisch, pour sa « complaisance envers Bachar el Assad » —,. L'association, dont il est proche, et avec laquelle il a fait un séjour comme volontaire, lui obtient son visa via l’Église grecque-melkite catholique. 
Vivant alors à Alep,, Pierre Le Corf connaît une certaine médiatisation pour les programmes d'aide aux populations qu’il a montés sur place, avec des interviews reprises dans des médias français,,,, et libanais; il intervient également sur les médias d’État russes Sputnik et RT (Russia Today) et chaînes de télévision d’État syriennes.

## Controverses
Pierre Le Corf fait l'objet de critiques en raison de ses liens avec les milieux d'extrême droite, dont Benjamin Blanchard, cofondateur de l'association SOS Chrétiens d'Orient — association elle même critiquée pour sa complaisance envers Bachar el-Assad,. Il est également ami avec Nabil Antaki, proche du régime syrien et cofondateur de l'organisation humanitaire chrétienne Les Maristes bleus d’Alep, qui prend le relai de SOS Chrétiens d'Orient pour son arrivée à Alep et lui offre un hébergement à son arrivée dans la ville. Cette organisation, qui travaille avec SOS Chrétiens d’Orient, est également une entité proche du régime de Bachar el-Assad.

### Relais de la propagande du régime Assad
Il est également reproché à Pierre Le Corf de propager le discours du gouvernement syrien, qualifiant l'ensemble de ses opposants de « terroristes », et de ne pas présenter d'informations fiables et vérifiables, ni d'informations neutres ou contradictoires, dans un contexte où la propagande présente une grande importance.
D'après l'Obs, Pierre le Corf est devenu un propagandiste du régime syrien « malgré lui » : en vivant pendant des mois à Alep Ouest, dans la partie de la ville sous contrôle gouvernemental, « il a fini par s’imprégner complètement de la pensée loyaliste environnante. Et sans en avoir conscience, il est devenu l’animateur d’un petit média pro-régime – ses pages sur les réseaux sociaux. Hargneux et manichéen ».
Le journaliste Vincent Coquaz le décrit comme « un rouage à visage humain de la propagande du régime de Bachar el Assad » et sa consœur, Laura-Maï Gaveriaux, spécialiste du Moyen-Orient demande si « un Français se livrant à de la propagande pour un régime criminel sera un jour traduit en justice ». Son véritable rôle en Syrie est parfois remis en question, de même que ses motivations, étant donné ses liens avec le régime et ses prises de positions unilatérales relayées par des sites conspirationnistes d'extrême droite.
Il accuse différentes ONG, dont les Casques blancs et Syria Charity, de liens avec des mouvements djihadistes, ce qui est démenti par le service CheckNews de Libération. CheckNews cite Mohammad Alolaiwy, le responsable de Syria Charity, qui affirme avoir été la cible des partisans de Bachar el-Assad : « C'est une technique très connue du régime syrien, on rentre dans les locaux d'une ONG ou d'une association pour y déposer des armes et des documents compromettants, et ensuite on en fait des photos ou des vidéos. ». CheckNews rapporte également les propos de Romain Caillet, spécialiste du djihadisme : « Rapprocher Syria Charity du djihadisme ou du salafisme c'est n'importe quoi (...) les gens qui soutiennent cette association n'ont aucune espèce de connivence avec le djihad. Ce discours fallacieux est celui des propagandistes pro-Assad. ». Nicolas Hénin ne se prononce pas en particulier sur Syria Charity mais affirme de manière plus générale qu'il existe « sur les réseaux sociaux une véritable campagne de désinformation organisée et systématique » dans le cadre d'une propagande pro-Assad visant à discréditer les associations humanitaires, notamment lorsque celles-ci dénoncent des exactions commises par le régime.
Christophe Ayad, quant à lui, écrit de Pierre Le Corf qu'il « se fait passer pour un simple humanitaire sans étiquette mais est en réalité un activiste » et qu'il est un parfait exemple des activistes acquis à la cause du régime syrien, qui « issus de la société civile » sont jugés plus crédibles que les médias, bien qu'il s'agisse de « quasi-professionnels de la communication » qui sont en réalité « invités et pris en charge par le régime ». 
Il décrit en détail : « Il n’a cessé, tout au long de la dernière année du siège – et plusieurs semaines après –, de poster des statuts Facebook, des vidéos, des textes personnels présentant la bataille d’Alep comme un combat destiné à délivrer les habitants de la partie gouvernementale de la menace des « djihadistes » de la partie orientale. Avec un sens consommé du storytelling, Pierre Le Corf a activement travaillé à assimiler tous les rebelles à des terroristes – alors que le nombre de djihadistes n’a jamais dépassé 10 % des rebelles d’Alep, selon les estimations les plus hautes de l’ONU – et à occulter le sort des civils des quartiers orientaux. Quant aux terribles bombardements qu’il a pu décrire, il s’agissait de bonbonnes de gaz montées sur des roquettes artisanales. Rien de comparable avec les bombes perforantes d’une ou deux tonnes de l’aviation russe ou les barils d’explosifs largués par les hélicoptères du régime. Pour mémoire, plus de 31 000 personnes ont été tuées à Alep de 2012 à fin 2016. Parmi elles, plus de 23 500 civils, dont 90 % à Alep-Est. ».

### Fréquentation des cercles proches du régimes Assad
En 2017, Pierre Le Corf participe à une soirée organisée par Fabienne Blineau à Damas, à laquelle participe Amr Armanazi, directeur du Centre d’études et de recherches scientifiques (institution chargée de développer les armes chimiques du régime syrien), Hala Chawi, femme d’affaires proche d’Asma al-Assad, ainsi que plusieurs membres de SOS Chrétiens.
En 2019, Pierre Le Corf publie une photographie de lui posant avec Ahmad Badredine Hassoun, Grand Mufti de Syrie et proche d'Assad, qui avait menacé l'Europe d'attentats sur son sol en 2011, « si les États-Unis lançaient une offensive contre le régime syrien », et dit de lui qu'il l'« apprécie énormément ».
En janvier 2021, Pierre Le Corf est signataire d'un appel à lever les sanctions contre le régime syrien, aux côtés de Peter Ford et Thierry Mariani. La même année, Conspiracy Watch indique que Pierre Le Corf a été invité sur la chaîne publique syrienne Alikhbaria Syria diffusant une « propagande officielle de Damas » concernant l'existence d'un « complot americano-sioniste » contre la Syrie ; Pierre Le Corf y a soutenu « sans preuve » qu'un complot visant la Syrie existe depuis 2009.
À la suite de la prise d'Alep par HTC et la chute du régime Assad, il témoigne en décembre 2024 de l'absence de répression et de la garantie de sécurité pour les habitants de la ville. 